# Пенапиедимонте
Пенапиедимо̀нте (на италиански: Pennapiedimonte, на местен диалект la Pànnë, ла Панъ) е село и община в Южна Италия, провинция Киети, регион Абруцо. Разположен е на 669 m надморска височина. Населението на общината е 504 души (към 2013 г.).